# Irene av Trapezunt
Irene av Trapezunt, född okänt år, död okänt år (efter 1382), var genom sitt äktenskap med kejsar Basileus av Trapezunt, kejsarinna av Trapezunt 1339-1340. Hon var ursprungligen hans mätress, och han gifte sig med henne utan att få sin skilsmässa från sin första maka godkänd.